# ファミリートレーナー ジョギングレース
『ファミリートレーナー ジョギングレース』は、1987年5月28日にバンダイ（後のバンダイナムコエンターテインメント）が日本で発売したファミリーコンピュータ用ゲームソフト。
周辺機器・ファミリートレーナーの専用ソフト第4弾。日本国内のみで販売された。

## 概要
ファミリートレーナーのマットA面（8キー）を使用。操作方法は第1作『アスレチックワールド』（1986年）と同じである。
陸上競技がメインの第2作『ランニングスタジアム』（1986年）から一転して、持久力が重視されるジョギングが主題となっている。

## ゲーム内容
以下の2種類のモードが用意されている。

### 皇居一周ジョギング
日本で最も有名なジョギングコースである皇居の外周・約5キロを反時計回りに一周する皇居ランニングを再現したモード。

### 障害物マラソン
アメリカ西海岸の架空のコース42.195キロを完走する。但し、実際に42.195キロ相当を走る訳ではない。
タイトル通り、コース上には中身の流出したオイル缶などの障害物が散乱しておりこれらの障害物に接触して転倒するとランナーの体力が減少し、0になるとリタイアしてしまう。また、アイテムのスケボーに乗るとマット上で走らなくとも自動で前進するが、ジャンプなどの障害物を回避する動作は自分で行わなければならない。

## 評価
ゲーム誌『ファミコン通信』の「クロスレビュー」では、6・7・7・6の合計26点（満40点）、『ファミリーコンピュータMagazine』の読者投票による「ゲーム通信簿」での評価は以下の通りとなっており、17.79点（満30点）となっている。
| 項目 | キャラクタ | 音楽 | 操作性 | 熱中度 | お買得度 | オリジナリティ | 総合  |
| 得点 | 3.01       | 2.87 | 2.90   | 3.18   | 2.82     | 3.01           | 17.79 |